# José de Barboza

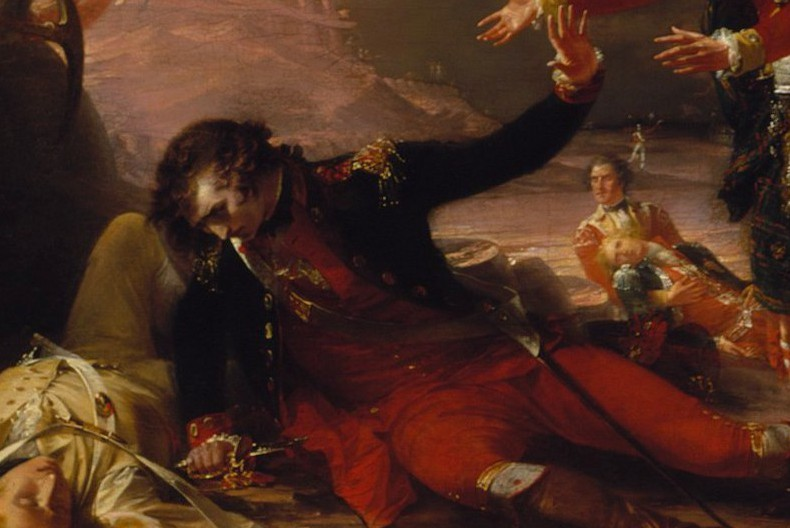
John Trumbull, The Sortie Made by the Garrison of Gibraltar, 1789. La muerte de Don José de Barboza

Don José de Barboza fue un oficial español fallecido el 27 de noviembre de 1781 durante el asedio de Gibraltar de 1779-1783.

## Actuación en Gibraltar y muerte
José de Barboza era un joven oficial parte del tercer ejército enviado por la corona española para tomar la colonia británica del peñón. Durante el asedio, pasaría a la historia cuando decidiría atacar una columna de soldados británicos de frente él solo, pues sus hombres habían decidido no seguirlo. Durante su carga, sería herido en el pecho por una bala.
El gobernador de Gibraltar del momento, George Augustus Eliott, le ofrecería ayuda médica, sin embargo, José de Barboza la rechazaría, acción que se ganaría el respeto de los soldados ingleses que presenciaron sus últimos momentos. Dichos momentos serían dramatizados y romantizados en el famoso cuadro de John Trumbull, conocido en inglés como The Sortie Made by the Garrison of Gibraltar, 1789.